# 최현석
최현석(1972년 7월 6일~)은 대한민국의 유명 셰프다.

## 이력
종교는 개신교이며, 아내 박채인 사이에서 두 딸을 두었다. 엘본 더 테이블의 전 총괄 셰프이며, 서울현대직업전문학교 호텔조리학부의 특임교수로도 출강 중이다. 1000여개에 달하는 창작 요리를 만들어 '크레이지 셰프'라는 닉네임이 있다. 2020년에 음식점 중앙감속기를 개업했다.

## 경력
- 1995.03~2005.03 : 라쿠치나 셰프
- 2006.07~2009.07 : 테이스티블루바드 셰프
- 2010.02~2016.10 : 엘본 더 테이블 총괄 셰프
- 2017.03~ : 쵸이닷 셰프
- 2020.01~ : 중앙감속기 셰프
- 2024.01~ : 달리아다이닝 셰프
- 서울현대직업전문학교 호텔조리학부 특임교수

## 운영매장
- 쵸이닷 : 이탈리안 레스토랑
- 중앙감속기 : 퓨전 중식 레스토랑
- 달리아다이닝 : 비건 레스토랑

## 저서
- 《최 셰프의 크레이지 레시피 39》
- 《요리 5요소에 의한 아트 푸드》
- 《카메라와 앞치마》

## 출연 작품

### 텔레비전 프로그램
- 2008년 Food TV 《셰프 최현석의 크레이지 타임 시즌1》
- 2010년 Food TV 《최현석의 The Table》
- 2011년 올'리브 《올리브 쿠킹타임》
- 2011년 Food TV 《셰프 최현석의 크레이지 타임 시즌2》
- 2014년 올'리브 《올리브쇼 2014》
- 2014년 올'리브 《한식대첩 시즌2》
- 2014년~2016년 JTBC 《냉장고를 부탁해》
- 2015년 올'리브 《올리브쇼 2015》
- 2015년 올'리브 《한식대첩 시즌3》
- 2015년 KBS2 《인간의 조건 시즌3》
- 2015년 SBS 《K밥스타 - 어머니가 누구니》
- 2015년 MBC 《마이 리틀 텔레비전》
- 2015년 SBS 《동상이몽, 괜찮아 괜찮아》
- 2015년 SBS FunE 《날씬한 도시락》
- 2015년 SBS FunE 《셰프끼리》
- 2015년 JTBC 《김제동의 톡투유 - 걱정 말아요! 그대》
- 2016년 JTBC 《쿡가대표》
- 2016년 SBS 플러스 《셰프끼리 2》
- 2016년 MBC 《미스터리 음악쇼 복면가왕》 - 변신의 귀재 트랜스포커스
- 2016년 KBS2 《우리동네 예체능》
- 2016년 올'리브 《한식대첩 시즌4》
- 2016년 SBS 《2016 희망TV SBS - 희망노래방 부기부기》
- 2017년 채널A 《개밥 주는 남자 시즌 2》
- 2017년 O tvN 《어쩌다 어른》
- 2018년 ~ 2020년 tvN 《수미네 반찬》
- 2018년 MBC 에브리원 《비디오스타》
- 2019년 KBS1《TV는 사랑을 싣고》
- 2019년 KBS2 《사장님 귀는 당나귀 귀》
- 2024년 넷플릭스 《흑백요리사》

### 뮤직비디오
- 2015년 씨스타 《SHAKE IT》Special Clip : 허세댄쇼

### 광고
- 2013년 기네스 맥주 : Made of more 최현석 편
- 2015년 일렉트로룩스 익스프레셔니스트 컬렉션
- 2015년 삼성물산패션부문 빈폴 딜라이트 리넨 : 최현석 셰프 편
- 2015년 캐논 EOS 750D : 최현석 셰프의 포토 킥 편
- 2015년 잇츠스킨
- 2015년 동원F&B 양반김
- 2015년 홈플러스 한우의 참맛
- 2015년 미래에셋
- 2015년 빙그레 요파
- 2015년 던전앤파이터
- 2015년 보해양조 아홉시반
- 2015년 해태 순% 소담만두 왕교자
- 2015년 농림축산식품부 매일 아침밥! 평생 건강법! : 아침밥을 부탁해 편 (with 샘킴)
- 2015년 애경산업 순샘 셰프의선택 주방세제
- 2016년 일렉트로룩스 마스터피스 컬렉션 : 최현석셰프의 시크릿 레시피 편
- 2016년 한국코카콜라음료 스프라이트 : 맛있는 케미 편 (with 샘킴, 설현)
- 2017년 하나투어 : 식도락 편
- 2018년 롯데제과 카스타드
- 2019년 명륜진사갈비

## 수상
- 2015년 제10회 에이어워즈(A-Awards) Creativity 부문
- 2016년 제10회 케이블TV 방송대상 핫이슈 예능인상